# Golfingia
Golfingia is een geslacht in de taxonomische indeling van de Sipuncula (Pindawormen).
Het geslacht behoort tot de familie Golfingiidae. Golfingia werd in 1885 beschreven door Lankester.

## Soorten
Golfingia omvat de volgende soorten:
- Golfingia (Golfingia) anderssoni
- Golfingia (Golfingia) birsteini
- Golfingia (Golfingia) capensis
- Golfingia (Golfingia) elongata
- Golfingia (Golfingia) iniqua
- Golfingia (Golfingia) margaritacea
- Golfingia (Golfingia) mirabilis
- Golfingia (Golfingia) muricaudata
- Golfingia (Spinata) pectinatoides